# Jordan Pierre-Gilles
Jordan Pierre-Gilles (Sherbrooke, 24 mei 1998) is een Canadees shorttracker en olympisch kampioen in die discipline. 

## Biografie
Pierre-Gilles werd geboren Sherbrooke in Franstalig Canada, waar shorttrack populairder is dan in andere delen van Canada, en begon in 2005 met de sport. Hij studeerde humane wetenschappen en spreekt Frans en Engels.
In het seizoen 2019/20 maakte hij zijn debuut in de wereldbeker. Hij won zijn eerste eremetaal in de wereldbeker met de gemengde aflossingsploeg. Dit was een bronzen plak in Shanghai. Later dat seizoen haalde de mannenaflossingsploeg met Pierre-Gilles goud in Dordrecht, maar eindigden de Canadezen niet op het podium in de eindstand. Door de coronapandemie werden er in 2020 en 2021 minder wedstrijden gereden. Zo kon hij pas in 2021 zijn WK-debuut maken.
Tijdens het wereldbekerseizoen 2021/22 won Canada het eindklassement op de aflossing met Pierre-Gilles in de ploeg.
Tijdens de Olympische Winterspelen 2022 in Peking kwam Pierre-Gilles voor Canada als eerst in actie op de gemengde aflossing. Hij reed de halve finale en de finale, maar het Canadese team kreeg in die finale een penalty en won dus geen medaille. Individueel deed hij daarna mee aan de 500 meter, maar kwam in de kwartfinale ten val en was uitgeschakeld. Op de 1000 meter werd hij in de kwartfinale gediskwalificeerd. Wel reed Pierre-Gilles in de series van beide afstanden een persoonlijk record. Op de laatste shorttrackdag stond de finale van de mannenaflossing op het programma, waarin de Canadezen (Pierre-Gilles, Pascal Dion, Charles Hamelin, Steven Dubois en Maxime Laoun) als eerste over de streep kwamen en het goud pakte. Tijdens het WK 2022 twee maanden later greep de aflossingsploeg brons.
1992: Kim, Lee, Mo, Song ·
1994: Carnino, Fagone, Herrnhof, Vuillermin ·
1998: Bédard, Campbell, Drolet, Gagnon ·
2002: Bédard, Gagnon, Guilmette, Tremblay, Turcotte ·
2006: Ahn, Lee, Seo, Song ·
2010: Bastille, Ch. Hamelin, F. Hamelin, Jean, Tremblay ·
2014: An, Grigorev, Jelistratov, Zacharov ·
2018: S. Liu, S.S. Liu, Knoch, Burján ·
2022: Ch. Hamelin, Dubois, Pierre-Gilles, Dion